# 弗拉西内洛蒙费拉托
弗拉西内洛蒙费拉托（義大利語：Frassinello Monferrato），是意大利亚历山德里亚省的一个市镇。总面积8.52平方公里，人口559人，人口密度65.6人/平方公里（2009年）。ISTAT代码为006072。